# Lothar Müthel
Lothar Müthel, nom de scène de Lothar Max Lütcke (né le 18 février 1896 à Berlin, mort le 4 septembre 1964 à Francfort-sur-le-Main) est un acteur et metteur en scène allemand.

## Biographie
Après sa formation à l'école de théâtre de Max Reinhardt à Berlin, Müthel travaille d'abord dans le théâtre. Il reçoit un engagement au Deutsches Theater de Berlin, où il travaille jusqu'en 1917.
Il joue en même temps dans des films des rôles mineurs. Müthel n'apparaît qu'une seule fois dans un film parlant, en 1931 dans Yorck de Gustav Ucicky, dans lequel il incarne Carl von Clausewitz.
En 1933, Müthel joue Albert Leo Schlageter dans la pièce du même nom de Hanns Johst, qui est créée à l'occasion de l'anniversaire d'Hitler. Müthel est membre du NSDAP à partir de mai 1933.
Müthel se lie d'amitié avec Carl Orff et les deux hommes collaborent en vue de la création, après la Deuxième guerre mondiale, de Antigonæ.
Pendant la période nazie, le travail de Müthel se concentre de plus en plus sur le théâtre. Il travaille comme metteur en scène au Staatstheater de Berlin dans les années 1930. Il y met en scène le drame Der Sturz des Ministers du dramaturge nazi Eberhard Wolfgang Möller, inspiré de la vie de Johann Friedrich Struensee, en 1938. En outre, Müthel est membre du conseil d'administration de la Chambre du théâtre du Reich et est nommé membre du Sénat de la culture du Reich (de) par Joseph Goebbels en 1935. De 1939 à 1945, Müthel est directeur du Burgtheater de Vienne. Il donne une chance à Oskar Werner, âgé de dix-huit ans, en tant qu'acteur de théâtre. En 1943, à la demande du Reichsstatthalter et Gauleiter de Vienne, Baldur von Schirach, Müthel met en scène la pièce Le Marchand de Venise de William Shakespeare avec Werner Krauss dans le rôle du Juif Shylock, en tirant le rôle vers un antisémitisme abject.
Après la Seconde Guerre mondiale, en 1951, Müthel devient directeur artistique du Städtische Bühnen Frankfurt (de). De 1955 à 1958, il est metteur en scène au Theater in der Josefstadt de Vienne.
Lothar Müthel est marié à la chanteuse Marga Reuter. Leur fille, Lola Müthel (de) (1919-2011), est actrice. Il eut aussi une fille, Viola (née en 1935), issue de sa relation avec l'actrice Hilde Weissner.

## Filmographie
- 1915 : Paragraph 14 B.G.B. de Paul von Woringen (de)
- 1919 : Der Galeerensträfling
- 1920 : Die Frau im Himmel
- 1920 : Die Tarantel
- 1920 : Der Richter von Zalamea (de)
- 1920 : Le Golem de Paul Wegener et Carl Boese
- 1920 : Die Nacht der Königin Isabeau de Robert Wiene
- 1920 : Das Haupt des Juarez (de)
- 1921 : Les Trois Lumières de Fritz Lang
- 1921 : Die Schuld des Grafen Weronski
- 1922 : Lucrèce Borgia (de)
- 1922 : Boris Godounov de Hans Steinhoff
- 1922 : Fridericus Rex d'Arzén von Cserépy
- 1925 : Götz von Berlichingen zubenannt mit der eisernen Hand (de)
- 1926 : Faust, une légende allemande de Friedrich Wilhelm Murnau
- 1931 : Yorck